# Чемпионат СССР по хоккею с шайбой 1954/1955 (составы)
Составы команд, участвовавших в чемпионате СССР по хоккею с шайбой 1954/55.

## 1. ЦСК МО
Вратари: Григорий Мкртычан, Николай Пучков.

Защитники: Александр Виноградов (1 гол), Павел Жибуртович, Михаил Рыжов, Генрих Сидоренков (2), Николай Сологубов (6), Вячеслав Тазов[уточнить], Иван Трегубов (4), Дмитрий Уколов (1).

Нападающие: Евгений Бабич (14), Юрий Баулин (13), Всеволод Бобров (25), Владимир Брунов (11), Александр Комаров (3), Юрий Копылов (12), Константин Локтев (5), Юрий Пантюхов (19), Александр Черепанов (12), Виктор Шувалов (12).

Старший тренер Анатолий Тарасов.

## 2. «Крылья Советов»
Вратари: Борис Запрягаев, Василий Чепыжев.

Защитники: Анатолий Кострюков (1), Альфред Кучевский (2), Револьд Леонов (1), Александр Прилепский (5), Борис Седов (2).

Нападающие: Михаил Бычков (11), Владимир Гребенников (19), Алексей Гурышев (41), Пётр Котов (10), Сергей Митин (16), Николай Паршин, Виктор Пряжников (14), Николай Хлыстов (20).

Старший тренер Владимир Егоров.

## 3. «Динамо»
Вратари: Карл Лиив, Александр Осмоловский.

Защитники: Николай Алексушин (5), Николай Карпов (1), Виталий Костарев (1), Анатолий Молотков (1), Виктор Тихонов (4), Олег Толмачёв (2).

Нападающие: Василий Аксёнов (9), Анатолий Егоров (4), Виктор Климович (5), Юрий Крылов (19), Валентин Кузин (12), Владимир Новожилов (8), Борис Петелин (11), Александр Солдатенков (1), Александр Уваров (27).

Старший тренер Аркадий Чернышёв.

## 4. «Авангард» Челябинск
- вр Кокшаров, Николай Павлович
- вр Уланов, Николай Николаевич
- защ Глушков, Борис Павлович
- защ Мурашов, Владимир Гаврилович
- защ Семёнов, Борис Иванович
- защ Сорокин, Олег Михайлович
- защ Столяров, Виктор Иванович
- нап Данилов, Альберт Петрович
- нап Документов, Рудольф Николаевич
- нап Иванов, Геннадий Иванович
- нап Ишин, Владимир Владимирович
- нап Киселёв, Владимир Борисович
- нап Курбатов, Владимир Васильевич
- нап Мишин, Лев Павлович
- нап Ольков, Анатолий Иванович
- нап Соколов, Виктор Евгеньевич
- Старший тренер: Сергей Захватов

## 5. «Даугава»
- вр Бриедис, Владимир
- вр Опитс, Улдис Карлович
- вр Спундиньш, Имант
- защ Богданов, Сергей Яковлевич
- защ Витолиньш, Харий Юрьевич
- защ Егерс, Альфонс Фрицевич
- защ Кестерис, Николайс
- нап Антонов, Алексей
- нап Баурис, Элмар Альфредович
- нап Браунс, Арнольд Индрихович
- нап Буртниекс, Вилнис Артурович
- нап Зариньш, Ольгердс
- нап Огерчук, Лев Андреевич
- нап Ронис, Карлис
- нап Фирсов, Михаил Яковлевич
- нап Шульманис, Вальдемар Вилисович
- Старший тренер: Эдгарс Клавс

## 6. Клуб имени К. Маркса
- вр Ёркин, Евгений Михайлович
- вр Королёв, Александр Лаврентьевич
- вр Смирнов, Владимир Александрович
- защ Зотов, Николай Фёдорович
- защ Мжачих, Алексей Васильевич
- защ Немецкий, Анатолий Иванович
- защ Нилов, Николай Владимирович
- защ Сафронов, Алексей Степанович
- защ Хороводников, Евгений Борисович
- нап Грачёв, Виктор Иванович
- нап Ефремов, Владимир
- нап Захаров, Валентин Алексеевич
- нап Лядухин, Валентин Георгиевич
- нап Мурашкин, Юрий Павлович
- нап Паршин, Николай Михайлович
- нап Степанов, Леонид Николаевич
- нап Хомяков, Виктор Владимирович
- Старший тренер: Анатолий Сеглин

## 7. ДО Ленинград
- вр Литовко, Станислав Яковлевич
- вр Пецюкевич, Валериан Устинович
- защ Баев, Пётр Семёнович
- защ Васильев, Владимир Георгиевич
- защ Жоголь, Анатолий Иосифович
- защ Никифоров, Альберт Владимирович
- защ Плинер, Юрий Александрович
- защ Рыжов, Михаил Иванович
- защ Татьков, Евгений Иванович
- нап Бекяшев, Беляй Абдуллович
- нап Быстров, Валентин Александрович
- нап Викторов, Анатолий Семёнович
- нап Волков, Евгений Александрович
- нап Елесин, Виктор Иванович
- нап Иванов, Иван Михайлович
- нап Лаптев, Виктор
- нап Погребняк, Владимир Владимирович
- нап Федоров, Константин Егорович
- Старший тренер: Анатолий Викторов

## 8. «Авангард» Ленинград
- вр Казаков, Виктор Иванович
- вр Котов, Олег Антонов Юрий
- защ Антонов, Юрий Евгеньевич
- защ Басюра, Леонид Петрович
- защ Никифоров, Лев Александрович
- защ Смирнов, Анатолий
- защ Соловьев, Валерий
- нап Андреев, Евгений
- нап Аристов, Павел
- нап Барышев, Виктор
- нап Горевалов, Анатолий Александрович
- нап Лапин, Франц Иванович
- нап Сальников, Сергей Иванович
- нап Субботин, Евгений Владимирович
- нап Тараканов, Александр Иванович
- нап Шкодин, Виктор
- Старший тренер: Владимир Лапин

## 9. «Динамо» Новосибирск
- вр Лопатин, Владимир Михайлович
- вр Лукьянов, Владимир Александрович
- защ Алешкович, Адий Борисович
- защ Нагих, Владимир Тимофеевич
- защ Палкин, Александр
- защ Паньков, Юрий Николаевич
- защ Соколов, Борис Николаевич
- нап Верига, Владимир Станиславович
- нап Ветров, Алексей Никифорович
- нап Ивлев, Владимир
- нап Кузьмин, Владимир Васильевич
- нап Никифоров, Виктор Васильевич
- нап Прудниченко, Иван Николаевич
- нап Уфимцев, Сергей Васильевич
- нап Швецов, Александр Яковлевич
- нап Щемелинский, Владимир Тимофеевич
- Старший тренер: Юрий Паньков

## 10. «Торпедо»
- вр Жариков, Герман Михайлович
- вр Курицын, Сергей Иванович
- вр Максимов, Юрий
- защ Гонзов, Юрий Николаевич
- защ Крайнов, Леонид Николаевич
- защ Солодов, Владимир Сергеевич
- защ Цедилин, Михаил Семенович
- защ Шиленков, Леонид Николаевич
- защ Шилов, Борис Григорьевич
- нап Волков, Леонид Иванович
- нап Ермольев, Александр Михайлович
- нап Киселев, Анатолий Афанасьевич
- нап Крутов, Геннадий Георгиевич
- нап Марычев, Юрий Павлович
- нап Орлов, Анатолий Николаевич
- нап Сахаровский, Роберт Серафимович
- нап Титкин, Константин Фёдорович
- нап Шилов, Валентин Григорьевич
- нап Шичков, Игорь Алексеевич
- Старший тренер: Борис Соколов